# Rubus cumbrensis
Rubus cumbrensis är en rosväxtart som beskrevs av Alan Newton. Rubus cumbrensis ingår i släktet rubusar, och familjen rosväxter. Inga underarter finns listade i Catalogue of Life.